# ムアンチャンタブリー郡
座標: 北緯12度36分38秒 東経102度6分15秒 / 北緯12.61056度 東経102.10417度
ムアンチャンタブリー郡（ムアンチャンタブリーぐん）はタイ中部・チャンタブリー県の郡（アムプー）。同県の県庁所在地（ムアン）でもある。

## 名称
チャンタブリーとは「月の街」という意味である。古くはチャンタブーンとよばれた。

## 歴史
チャンタブリーは最初はチョーン族（モン・クメール語族）が13世紀ごろに住み着いたのが最初と考えられ、クアンクラブリーと呼ばれる小国をチャンタブリーにつくった。現在はチョーン族はカオキッチャクート郡に居住している。
アユタヤ王朝時代には重要な地方都市の一つであり、「官印法」によればコーサーティボーディー（クロマター、港務省）の管轄下にあった。1657年、チャンタブリーは移動させられチャンタブリー川の西側に移動した。
1767年、アユタヤ王朝が崩壊すると5000のビルマ軍がチャンタブリーを占領した。このとき、タークシン王を主と仰ぐ500人の兵士がチャンタブリーを包囲し兵糧攻めにして駆逐した。これは、チャンタブリーの人が誇りを持つ出来事である。
その後ラーマ3世（ナンクラオ）はベトナムの侵略を避けるため街を移動したが、ラーマ5世（チュラーロンコーン）は街を元あった場所に戻した。
1893年パークナーム事件が勃発するとフランス軍が駐留した、その11年後チャンタブリーはフランスに返還された。
1933年チャンタブリー県が成立。チャンタブリーは郡となった。

## 地理
チャンタブリー川の形成した平地にある。市内の重要な水源もチャンタブリー川である。
国道3号線が西から東南に通っており、西にラヨーン方面、東南にトラート方面とつながっている。国道317号線が東北に延びておりサケーオ方面とつながっている。国道3249号線が北に延びており、カオキッチャクート方面と通じている。

## 経済
郡の主要な産業は農業で、ランブータン、ドリアン、マンゴスチンなどの生産が行われている。

## 行政区分
郡は11のタムボンに分かれ、さらにその下位に98の村（ムーバーン）がある。自治体（テーサバーン）があり、以下のようになっている。
- テーサバーンムアン・チャンタブリー・・・タムボン・タラート、タムボン・ワットマイの全体
- テーサバーンタムボン・プラッププラー・・・タムボン・プラッププラー、タムボン・クローンナーラーイの一部。
- テーサバーンタムボン・チャンタニミット・・・タムボン・チャンタニミット全体
- テーサバーンタムボン・ターチャーン・・・タムボン・ターチャーンの一部
- テーサバーンタムボン・ノーンブワ・・・タムボン・ノーンブワの一部
- テーサバーンタムボン・バーンカチャ・・・タムボン・カチャの一部

また、郡内には8つのタムボン行政体（オンカーンボーリハーンスワンタムボン）がある。
1. タムボン・タラート・・・ตำบลตลาด
2. タムボン・ワットマイ・・・ตำบลวัดใหม่
3. タムボン・クローンナーラーイ・・・ตำบลคลองนารายณ์
4. タムボン・コクワーン・・・ตำบลเกาะขวาง
5. タムボン・コムバーン・・・ตำบลคมบาง
6. タムボン・ターチャーン・・・ตำบลท่าช้าง
7. タムボン・チャンタニミット・・・ตำบลจันทนิมิต
8. タムボン・バーンカチャ・・・ตำบลบางกะจะ
9. タムボン・サレーン・・・ตำบลแสลง
10. タムボン・ノーンブワ・・・ตำบลหนองบัว
11. タムボン・プラッププラー・・・ตำบลพลับพลา